# دير طحنيش
دير طحنيش - Deir Tahnich  هي إحدى القرى اللبنانية من قرى قضاء البقاع الغربي في محافظة البقاع.